# Vuelo 510A de TransAsia Airways
El vuelo 510A de TransAsia Airways era un vuelo ferry de traslado operado por un ATR 72-202 de TransAsia Airways. El 30 de enero de 1995, mientras volaba desde Magong a Taipei, se estrelló contra una ladera durante la aproximación en el Distrito de Guishan de Taiwán, los cuatro tripulantes a bordo fallecieron.

## Aeronave
La aeronave implicada era un ATR 72-202, matrícula B-22717 y número de serie 435. Fue fabricada el 16 de noviembre del año anterior y había acumulado 265 horas y 47 minutos de vuelo.: 3  Estaba equipada con dos motores turbohélice Pratt & Whitney PW124B, ambos con casi 275 horas de operación.: 4 

## Tripulación
El comandante, Wang Hongjia, de 54 años, actuaba como piloto no al mando. Tenía más de 17 000 horas de vuelo, con casi 2000 en el ATR 72.: 2  El primer oficial, Li Guangzhi, de 58 años, era el piloto al mando. Acumulaba cerca de 6900 horas de vuelo, de las cuales más de 4400 eran en este modelo.: 3  También se encontraban a bordo dos auxiliares de vuelo: Lau Wai-hing, de 26 años, y Lin Ziya, de 25 años.: 3 

## Accidente
La aeronave, un ATR 72-200, había dejado pasajeros en Penghu por el Año Nuevo Lunar y estaba siendo trasladada de regreso a Taipéi. La Torre de Taipéi autorizó al avión a una aproximación visual a la pista 10. El avión se desvió de su curso asignado y descendió hasta impactar una ladera boscosa a una altitud de 300 metros. En ese punto durante la aproximación, el avión debería haber estado a 640–770 metros. Los cuatro tripulantes a bordo fallecieron.

## Investigación
El equipo de investigación identificó los siguientes factores como una combinación de circunstancias que llevaron al incidente:
- Mala coordinación entre el capitán y el primer oficial.

- Durante el período de vacaciones del Año Nuevo Lunar, la tripulación de vuelo entabló una conversación informal sin pasajeros a bordo, perdiendo gradualmente su conciencia de la situación del entorno.

- Es posible que la tripulación de vuelo no haya mantenido una conciencia de la situación adecuada durante el vuelo, al no reconocer la proximidad al suelo.

- El ILS (Sistema de Aterrizaje Instrumental) recibió señales falsas, pero la tripulación de vuelo no utilizó otras ayudas de navegación para verificación y distinción.

La investigación determinó que la tripulación no mantuvo conciencia situacional ni verificó correctamente sus ayudas a la navegación.